# Catherine Fulop
Catherine Amanda Fulop García (Caracas, 11 de março de 1965) é uma atriz, cantora e modelo venezuelana que mora e atua na Argentina.

## Miss
Catherine participou de vários concursos de beleza entre eles:
- Miss Venezuela foi eleita como Miss Fotogénica.
- Miss América Latina ficou entre as 3 finalistas.

## Vida pessoal
Fulop nasceu como Catherine Amanda Fulop García em 11 de março de 1965, em Caracas, Venezuela. Ela é a quinta de oito filhos da venezuelana Cleópatra García e do húngaro Jorge Fulop, e tem seis irmãs e um irmão.   Em 1990, casou-se com o ator Fernando Carrillo, com quem atuou em Abigaíl (1988), Pasionaria (1990) e Cara bonita (1994). Eles se divorciaram em 1994, com Fulop acusando Carrillo de infidelidade. 
Fulop casou-se com Osvaldo Sabatini, irmão da ex-tenista argentina Gabriela Sabatini em 1998. O casal tem duas filhas, a cantora e atriz Oriana Gabriela (nascida em 19 de abril de 1996) e Tiziana Beatriz (nascida em 1 de junho de 1999). Fulop e Sabatini se separaram brevemente em 2001, mas acabaram se reconciliando.  A família atualmente reside em Buenos Aires.
Fulop foi considerada um sex symbol na Argentina.  Em 2006, ela declarou que havia recusado uma oferta da Playboy "por causa de seus pais". 

## Trabalhos na TV

### Telenovelas
- 2009 - Passione - Ramona Santander
- 2007 - En Busca de la beleza - Eva Pardo / Julia Assunpção
- 2002 - Rebelde Way - Sonia Rey
- 2000 - Ilusiones - Caridad Guaranito
- 2000 - Cara bonita - René Zapata de los Méndez
- 1993 - Déjate querer - Bárbara Sánchez
- 1991 - Mundo de fieras - Charito Flores (Rosario Palacios de Bustamante)
- 1990 - Pasionaria - Bárbara Santana de Monteverde
- 1988 - Abigail - Abigail Guzman
- 1988 - La Muchacha del circo - Raiza / Adelina
- 1987 - Mi amada Beatriz - Beatriz Luz

### Séries
- 2009 - Los exitosos Pells - Julia Ferrer
- 2005 - ¿Quién es el jefe? - Natalia
- 2004 - La Niñera - Estefanía 'Fany' Martinez
- 2000 - Tiempo final - Ana
- 1998 - Chica Cósmica - Leonor Léon

### Programas
- 2008 - Animal Nocturno
- 2008 - Talento Argentino
- 2008 - Catherine 100%
- 2008 - Tendencia
- 2007 - Bailando por un sueño
- 2007 - Memòries de la tele
- 2005 - ¿Dónde estás corazón?
- 1993 - ¡Hola Raffaella!

### Filmes
- 2010 - Solos en la Ciudad - Mariela Pacheco
- 2007 - Marigold - Cibele Miranda
- 2005 - Mercenários - amante de juarez
- 2005 - Mercenarios - amante de juarez
- 1994 - Marbella antivicio - prostituta